# Prenez vos désirs pour des réalités

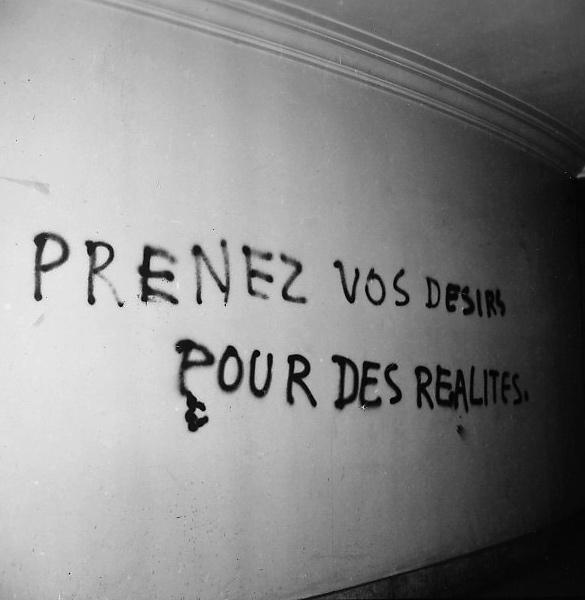
À la Sorbonne, en mai 1968.

Prenez vos désirs pour la réalité ou Prenez vos désirs pour des réalités, ou Je prends mes désirs pour la réalité car je crois en la réalité de mes désirs, ou Désirer la réalité, c’est bien ! Réaliser ses désirs, c’est mieux !
Ceux qui prennent leurs désirs pour des réalités sont ceux qui croient à la réalité de leurs désirs,,, sont des slogans de Mai 68 pour certains et pour d'autres parfois présenté abusivement comme des slogans de Mai 68.

## Origines
Les Enragés est un petit groupe d'agitateurs, créé en février 1968. Il participe à la contestation révolutionnaire à la faculté de Nanterre (voir Mouvement du 22 Mars) puis à Paris au cours de Mai 68.
Avant de quitter Nanterre pour participer à une contestation plus globale, ils laissèrent quelques graffitis devenus, par la suite, célèbres : « Professeurs, vous êtes vieux... votre culture aussi », « Les syndicats sont des bordels. L'UNEF est une putain », « Ne travaillez jamais », « Prenez vos désirs pour la réalité », « L'ennui est contre-révolutionnaire », « Le savoir n'est pas un bouillon de culture ».

## Commentaires
- Le sociologue Claude  Fischler rappelle que « L’un des slogans bien connus de mai 68, phénomène dont la dimension utopique a été souvent relevée était précisément « Prenez vos désirs pour des réalités ». »[11]

- Selon la sociologue Juliette Minces en 1970 : « La phrase-clef des étudiants n'a-t-elle pas été « Prenez vos désirs pour des réalités » ? Peut-être est-ce là une des explications du peu de soins apporté par les groupuscules eux-mêmes à analyser la France de 1968, ses structures, son prolétariat. »[12]

- Pour l'ingénieur polytechnicien Thierry Gaudin en 2010 : « La génération aujourd’hui au pouvoir, qui a grandi après la Seconde guerre mondiale, a entendu dire, dans son adolescence : « Prenez vos désirs pour des réalités ». Sans doute, les désirs sont des réalités ; mais ce ne sont pas les seules... »[13]